# Craterocephalus dalhousiensis
Craterocephalus dalhousiensis é uma espécie de peixe da família Atherinidae.
É endémica da Austrália.